# 镇江圣心堂
32°11′16″N 119°25′33″E / 32.187849°N 119.425836°E
镇江圣心堂是中国江苏省镇江市历史上的一座著名教堂，位于市区西部的天主街（今人民街）。该堂毁于1937年中日战争。
镇江在清初已建有天主教堂。鸦片战争以后，1850年（道光三十年），在城内大市口设公所恢复传教。第二次鸦片战争后，《天津条约》签订，英法人士可在內地遊歷及傳教。1864年（清同治三年），法国海军上尉帕吕（Pallu du Pac）率军舰，护送法国耶稣会会士雷遹骏神甫（Adrien de Carrère S.J.1828—1868）从上海溯长江西上，到镇江、扬州、南京等地交涉。次年，金式玉神甫（Joseph Seckinger）在镇江西门外在太平天国战争中荒废的大云坊地区购地，建成一座教堂，随后又在教堂周围一带租地建房，将房屋租给商户经营，形成繁华街市，街道以教堂命名为天主街。金式玉神甫在此先后办了一批慈善事业，包括施诊所、救火会、孤儿院、鲁仪小学和女子小学，以此吸引人加入教会。
镇江英租界开辟后，天主堂位于镇江英租界东南角的第十四段地块，北临三马路（Mission Road），南临界路（Boundary Road），即银山门大街（今大西路）。清光绪七年(1881年)，耶稣会在此新建圣心堂，系仿歌特式建筑风格，立面左右两侧建有钟楼，堂内规模很大，达1000平方米，可容纳800-1000人。另有一座神父楼，高三层，设有地下室。民国期间有教友400名左右。
1937年，抗日战争初期，圣心堂毁于战火。神父楼则在1938年被当地群众拆毁。